# لفظ أصلي
الأصلي نوع من أنواع اللغة وهو اللفظ المستعمل عند سبع طوائف مخصوصة ومشهورة من أهل البادية الذين يسمون بالأعراب والعرب العرباء والعرب العاربة والذين استنبطت من كلامهم علوم الأدب والنحو، وهؤلاء المشهورون بالفصاحة هم قريش وعلي وهوازن وأهل اليمن وثقيف وهذيل وبنو تميم. ويقابله المولد.